# Aki-ku (Hiroshima)
Pour les articles homonymes, voir Aki.
Aki (安芸区, Aki-ku) est l'un des huit arrondissements de la ville de Hiroshima, au Japon. Il est situé au sud-est de la ville.

Position de l'arrondissement d'Aki dans la ville de Hiroshima.

En 2016, sa population est de 79 299 habitants pour une superficie de 94,08 km2, ce qui fait une densité de population de 843 hab./km2.

## Histoire
L'arrondissement a été créé en 1980 lorsque Hiroshima est devenue une ville désignée par ordonnance gouvernementale.

## Transport publics
L'arrondissement est desservi par les lignes Sanyō et Kure de la JR West, ainsi que par la ligne Skyrail Midorizaka.